# Sonjaa Schmidt
Sonjaa Schmidt, född 15 december 2002, är en kanadensisk längdskidåkare, som representerar det kanadensiska skidlandslaget.

## Karriär
Sonjaa Schmidt tog ett mycket oväntat VM-guld i sprinten på U23-VM den 6 februari 2024 i Slovenien. Hon debuterade i världscupen den 19 januari 2024. Den 25 januari 2025 placerade hon sig på en fjärde plats i fristilssprinten i Engadin.